# Xantholinus elegans

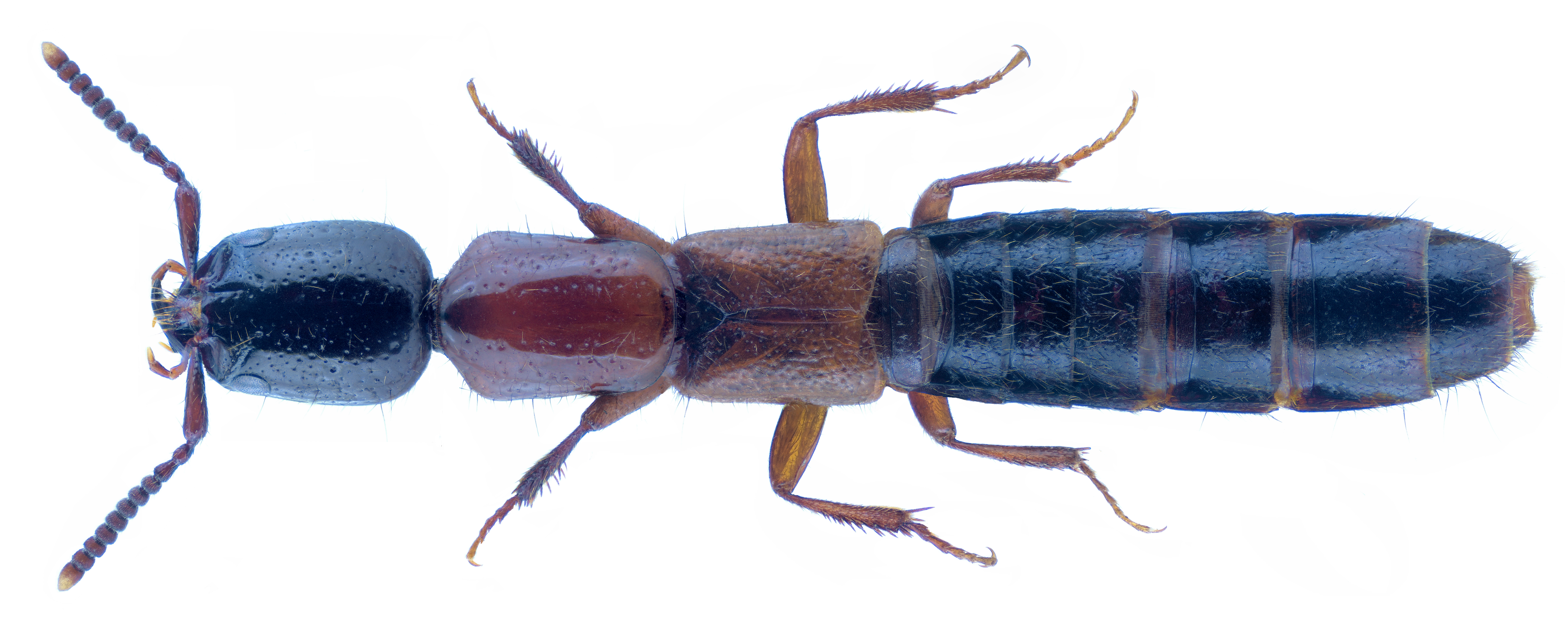
Präparat

Xantholinus elegans ist ein Käfer aus der Familie der Kurzflügler (Staphylinidae).

## Merkmale
Die 9–12 mm langen Käfer besitzen eine auffällige Färbung. Der Kopf ist schwarz, der Halsschild ist vollständig gelbrot gefärbt. Die Flügeldecken sind ebenfalls gelbrot, der Hinterleib ist schwarz. Der Hinterrand der Tergite ist schmal aufgehellt. Das 6. freiliegende Tergit ist auf der vorderen Hälfte immer schwarz. Beine und Fühler sind gelbrot gefärbt.

## Verbreitung
Die Käferart ist in der westlichen Paläarktis heimisch. Sie kommt im West- und Mitteleuropa vor. Die Art ist auch auf den Britischen Inseln vertreten. In Skandinavien fehlt sie.
 Nach Nordamerika wurde die Art offenbar verschleppt. Erste Nachweise Anfang des 21. Jahrhunderts stammen aus dem Süden der kanadischen Provinz Ontario.

## Lebensweise
Die xerophile Käferart bevorzugt als Lebensraum Wärmehänge mit Sandboden. Die brachypteren (kurzflügeligen) Käfer halten sich meist unter Steinen, Grasbüscheln oder Moos auf. Sowohl die adulten Käfer als auch die Larven ernähren sich räuberisch von kleinen Tieren wie Asseln oder Milben. Die Art bildet zumindest in Europa pro Jahr zwei Generationen aus. Man beobachtet die Käfer meist im Frühjahr und im Spätsommer.

## Taxonomie
In der Literatur finden sich folgende Synonyme:
- Xantholinus jarrigei Coiffait, 1956
- Polydontophallus jarrigei
- Xantholinus meridionalis auct. nec Nordmann, 1837
- Xantholinus semirufus auct. nec Reitter, 1901